# Stefaan Engels
Stefaan Engels, genannt Marathon Man (* 7. April 1961), ist ein belgischer Laufsportler. Der frühere Grafikdesigner lebt mit seiner Familie in Gent.

## Leistungen
Engels ist mit zwei Guinness World Records registriert:
- 2008: 20 Ironman-Triathlons innerhalb eines Jahres
- 2010/11: 365 Marathonläufe an 365 aufeinander folgenden Tagen, durchgeführt in sieben Ländern (Spanien, Portugal, Belgien, Großbritannien, Mexiko, Kanada, USA); damit überbot er den Japaner Akinori Kusuda, der 2009 mit 65 Jahren 52 Läufe an 52 Folgetagen absolviert hatte. Der Holländer Richard Bottram lief aber schon 2006/07 365 Tage Marathon.